# New Testament Studies
 New Testament Studies  è una rivista accademica trimestrale in lingua inglese, i cui articoli sono sottoposti a revisione paritaria.
Il periodico presenta brevi studi e articoli su questioni relative alle origini, alla storia e alla teologia del cristianesimo primitivo e del Nuovo Testamento, la storia della sua interpretazione e dei suoi impatti.
Al 2019, viene pubblicata dalla Cambridge University Press per conto della Studiorum Novi Testamenti Societas. Il direttore è Francis Watson, docente all'Università di Durham.